# Diane Disney Miller
Diane Disney Miller (Los Angeles, 18 december 1933 - Napa, 19 november 2013) was de enige biologische dochter van Walt Disney en diens echtgenote Lillian Bounds Disney.
Ze schreef biografieën over haar vader, waaronder The Story of Walt Disney uit 1957 en was de stuwende kracht achter de totstandkoming van de Walt Disney Concert Hall in Los Angeles. Haar echtgenoot, Ron W. Miller, was van 1983 tot 1984 de bestuursvoorzitter van The Walt Disney Company.